# Pignon à volutes
 (juillet 2018).
Si vous disposez d'ouvrages ou d'articles de référence ou si vous connaissez des sites web de qualité traitant du thème abordé ici, merci de compléter l'article en donnant les références utiles à sa vérifiabilité et en les liant à la section « Notes et références ».

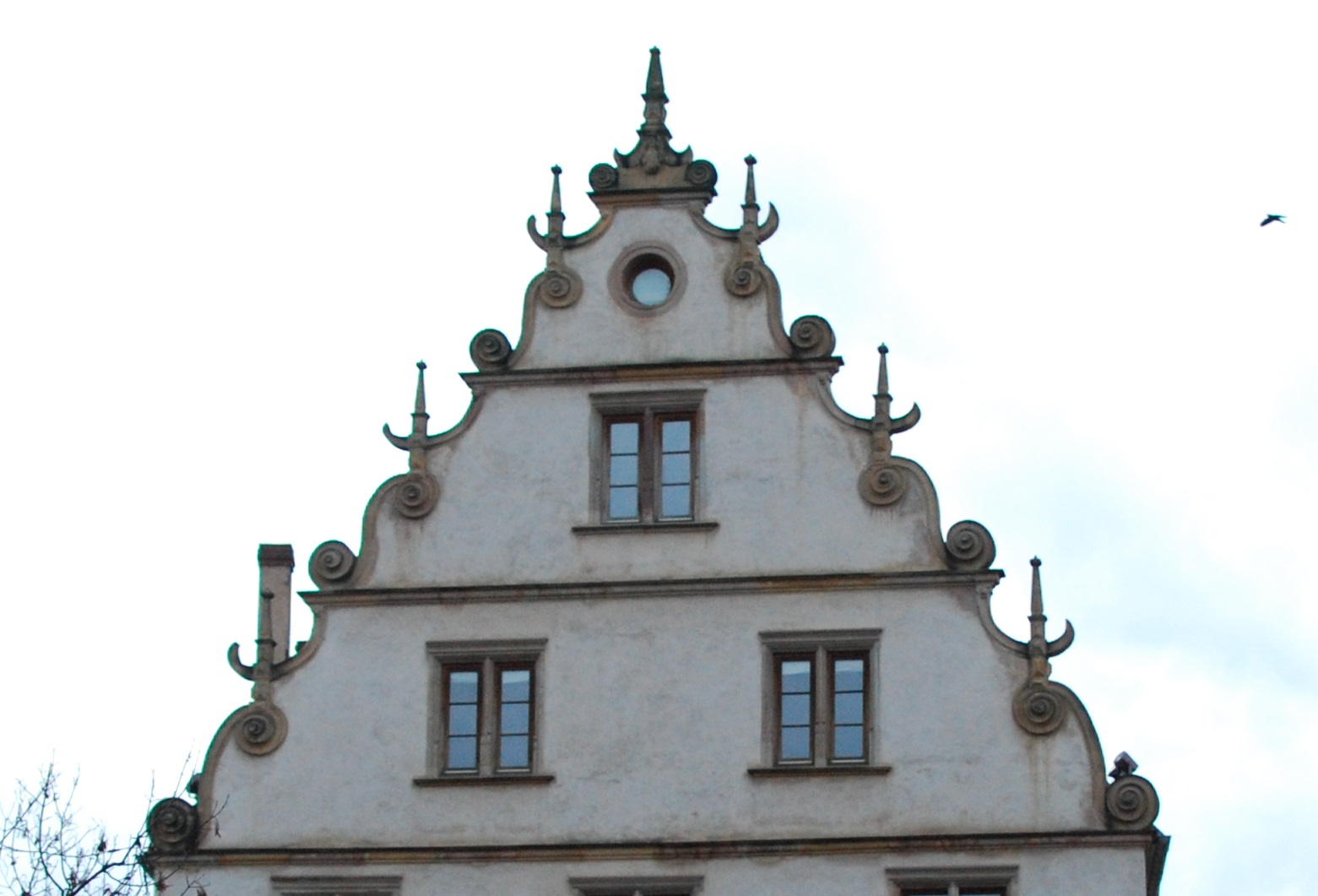
Pignon de la maison Kern à Colmar, Alsace.

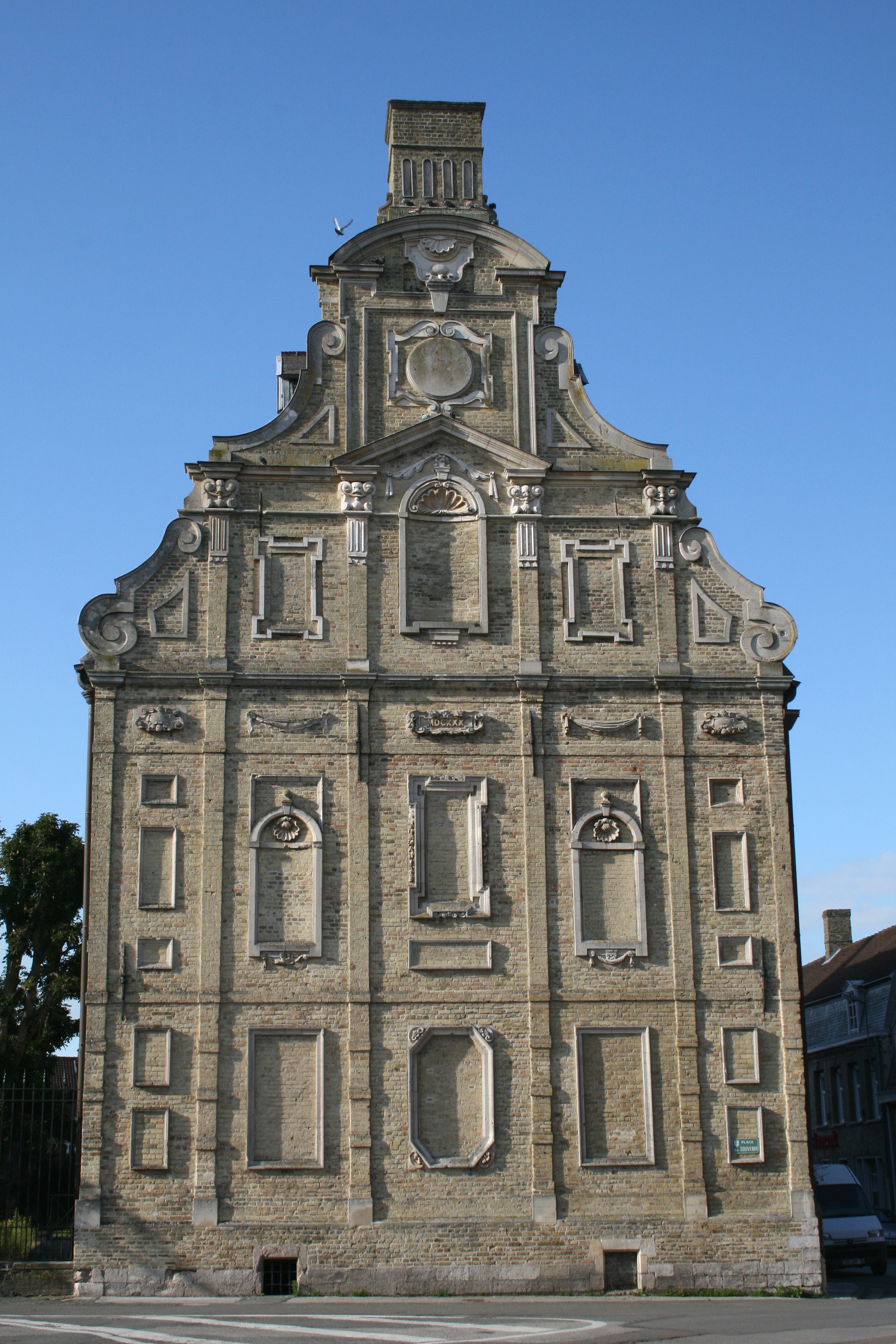
Pignon à volutes du musée du Mont-de-Piété de Bergues, Flandre française, créé par Wenceslas Cobergher, en brique de sable jaune et pierre blanche.

Le pignon à volutes (ou chantourné) est un pignon typique de l'architecture d'une vaste partie du Nord et du Centre de l'Europe, qui s'est développé principalement à l'époque de la Renaissance tardive et du baroque. Il se présente souvent sous la forme d'un triangle bordé de chaque côté de volutes qui lui donne des bordures complexes en courbes et contre-courbes. Il peut être percé de fenêtres ou bien aveugle. Les petites ouvertures rondes (appelées « pigeonniers ») ou fenêtres rondes sont fréquentes.

## Répartition
Ce type de pignon est très fréquent de la Flandre jusqu'aux pays baltes, en passant par les Pays-Bas, l'ensemble de l'Allemagne, l'Alsace, la Tchéquie, la Pologne et la Scandinavie. Ils sont également présents dans une moindre mesure en Angleterre par une variante plus basse. On en trouve aussi en Afrique du Sud dans la Province du Cap, où ils ont été apportés par les colons néerlandais.
On les rencontre sur tous les genres de bâtiments, aussi bien des maisons urbaines que des églises, des hôtels de ville ou des châteaux.

## Histoire
Les pignons à volutes sont d'abord apparus dans les villes prospères des anciens Pays-Bas méridionaux (dans les Flandres au sens large) puis ils se sont vite répandus dans l'ensemble des anciens Pays-Bas, et dans toutes les régions germanophones du Saint Empire ainsi que dans le Nord de l'Europe jusqu'aux pays baltes, notamment via le réseau des villes marchandes de l'ancienne ligue hanséatique. Le succès des architectes maniéristes anversois est à l'origine de la diffusion rapide de ces pignons de l'Angleterre à la Baltique dans la seconde moitié du XVIe siècle.
Les volutes sont un motif issu de l'influence de la Renaissance italienne qui s'est greffé aux traditions architecturales plus anciennes du Nord de l'Europe. Ce pignon est apparu par une évolution du pignon à gradins ou à échelons, fréquent dans l'architecture du Moyen Âge et de la Renaissance de ces régions. À la fin du Moyen Âge des motifs de rinceaux gothiques torsadés et ajourés (motif issu des enluminures) ainsi que des traceries en courbes qui sont propres au gothique tardif, ont souvent décoré les gradins gothiques dans le Nord de l'Europe, bien que du fait de leur fragilité ces décorations ont rarement été conservées. Les volutes italiennes sont venues dans un premier temps remplacer ces anciennes décorations dans le courant de la première moitié du XVIe siècle, traitées comme de simples ornements ajoutés sur les gradins ou les remplaçant. Puis durant les périodes maniériste et baroque de grandes volutes tendent peu à peu à prendre toute la place en faisant disparaître l'aspect des gradins. De la même manière, des obélisques, des boules ou des statues ont pris la place des anciens épis gothiques. 
À partir du XVIIe siècle ils entretiennent une parenté avec les pignons baroques des églises jésuites, qui sont nombreuses dans le Nord de l'Europe. Mais ces pignons jésuites, dotés de seulement deux grandes volutes qui soutiennent un fronton, sont issus d'un circuit d'influence indépendant ; ils sont directement venus d'Italie (façade de l'église du Gesù à Rome), après que l'élaboration des pignons à volutes en Europe septentrionale a déjà eu lieu et s'est répandue à la fin de la Renaissance (le motif de volute est évidemment venu lui aussi de l'influence italienne, mais un peu plus tôt). Les deux traditions vont cependant dialoguer dans le Nord de l'Europe et se mélanger durant l'ère baroque, et des formes intermédiaires sont apparues, aussi bien pour les pignons des églises que pour les maisons. Le « pignon en cloche », qui devient également très populaire à partir du XVIIe siècle, est une forme simplifiée de ce type de pignon.
De nombreux pignons à volutes ont été construits durant la période de l’architecture historiciste, régionaliste et éclectique du XIXe siècle et de la première moitié du XXe siècle, et de nombreux autres ont dû être reconstruits après les deux guerres mondiales dans les villes qui ont subi des destructions.

## Galerie

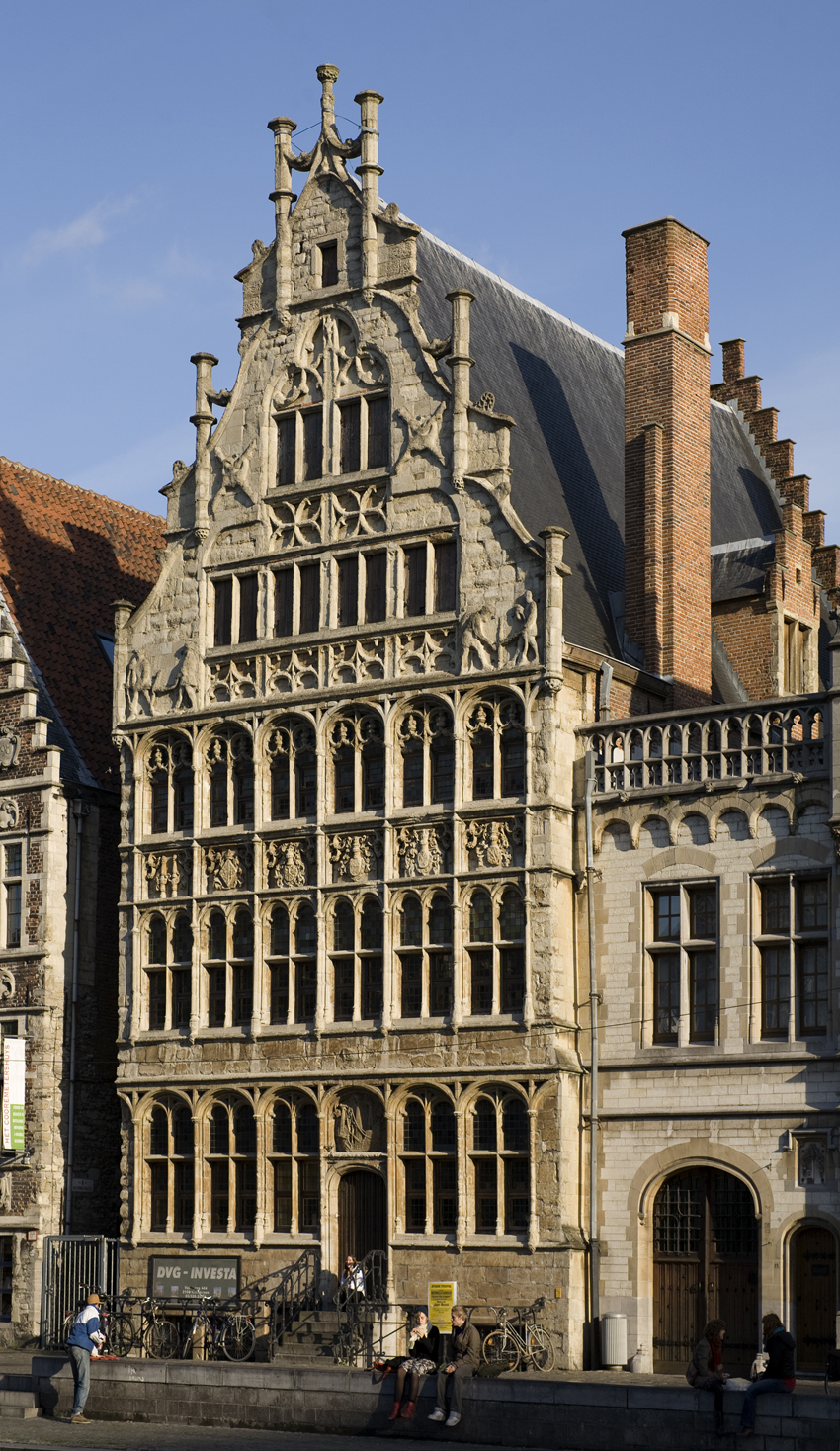
La maison des francs-bateliers (1531) du Graslei de Gand, de style gothique brabançon évoluant vers la Renaissance.
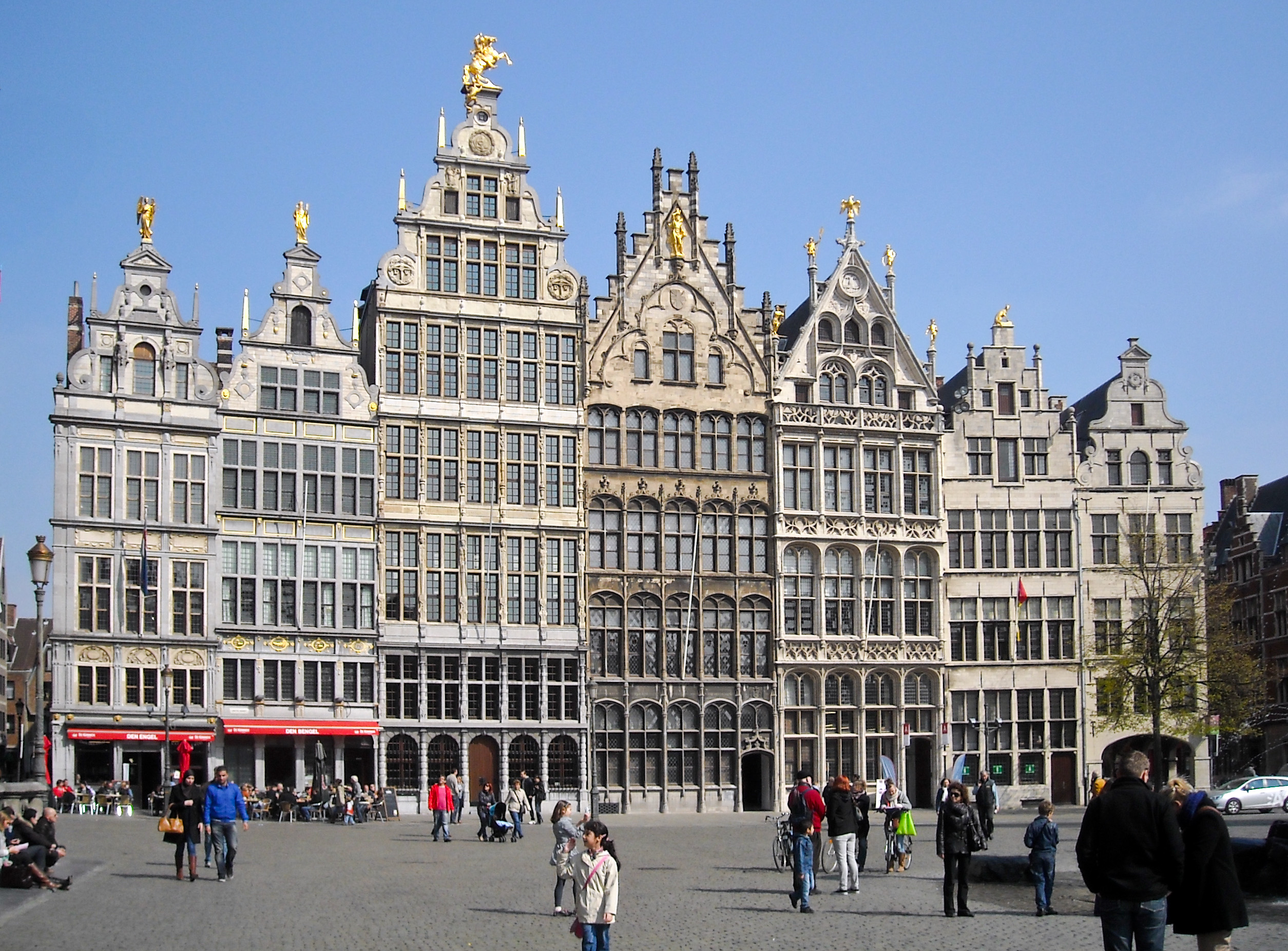
Maisons de guildes sur la Grand-Place d'Anvers, Belgique, avec des pignons à gradins et des pignons à volutes.
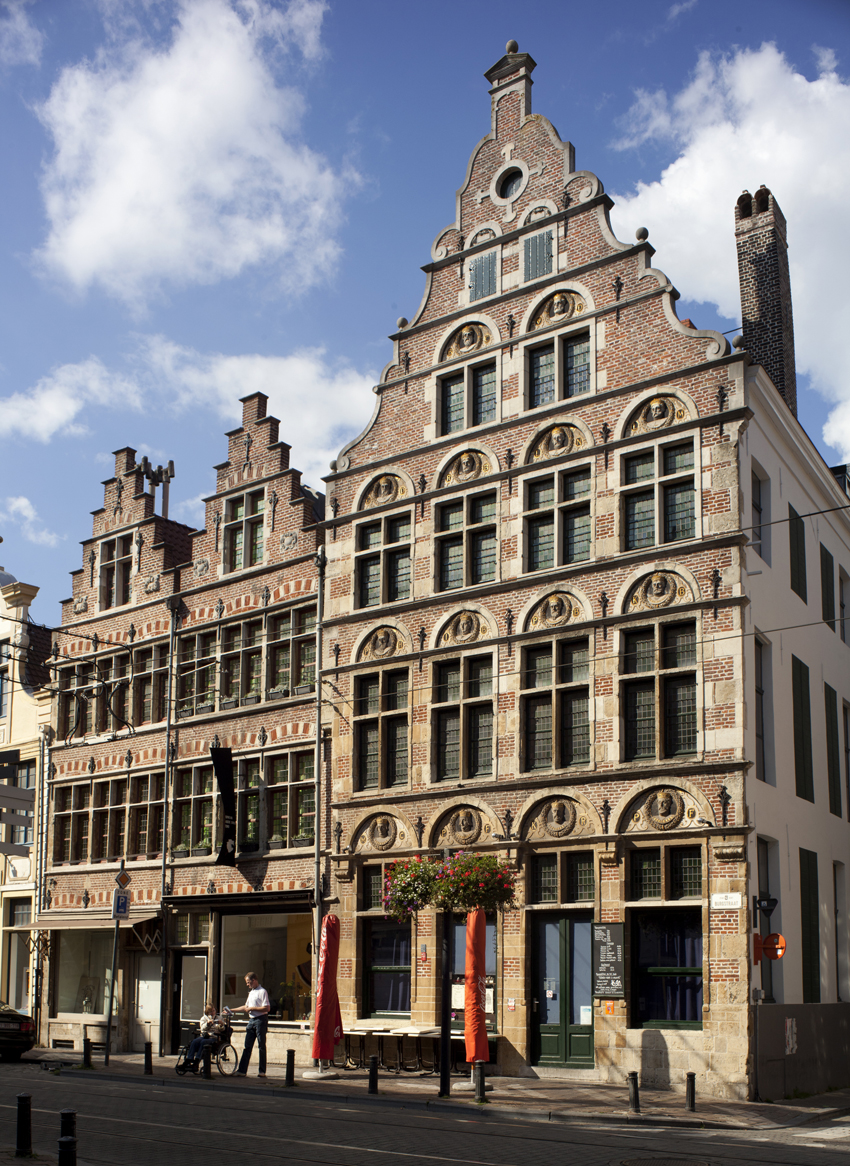
Des maisons flamandes de style Renaissance tardive à Gand, Belgique.
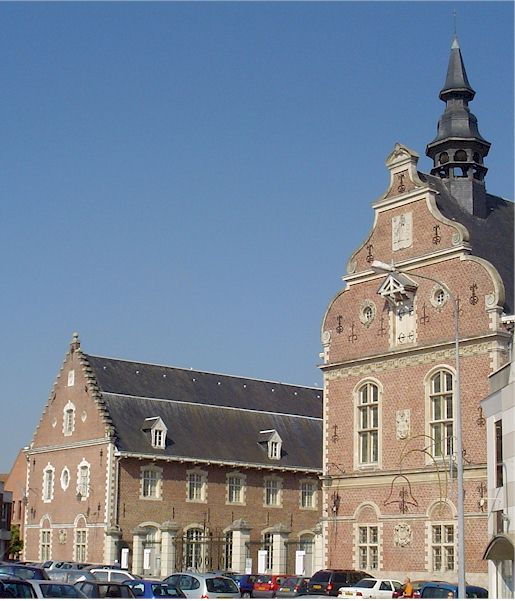
Pignon à gradins et pignon à volutes de style flamand du musée des Augustins d'Hazebrouck, Flandre française.
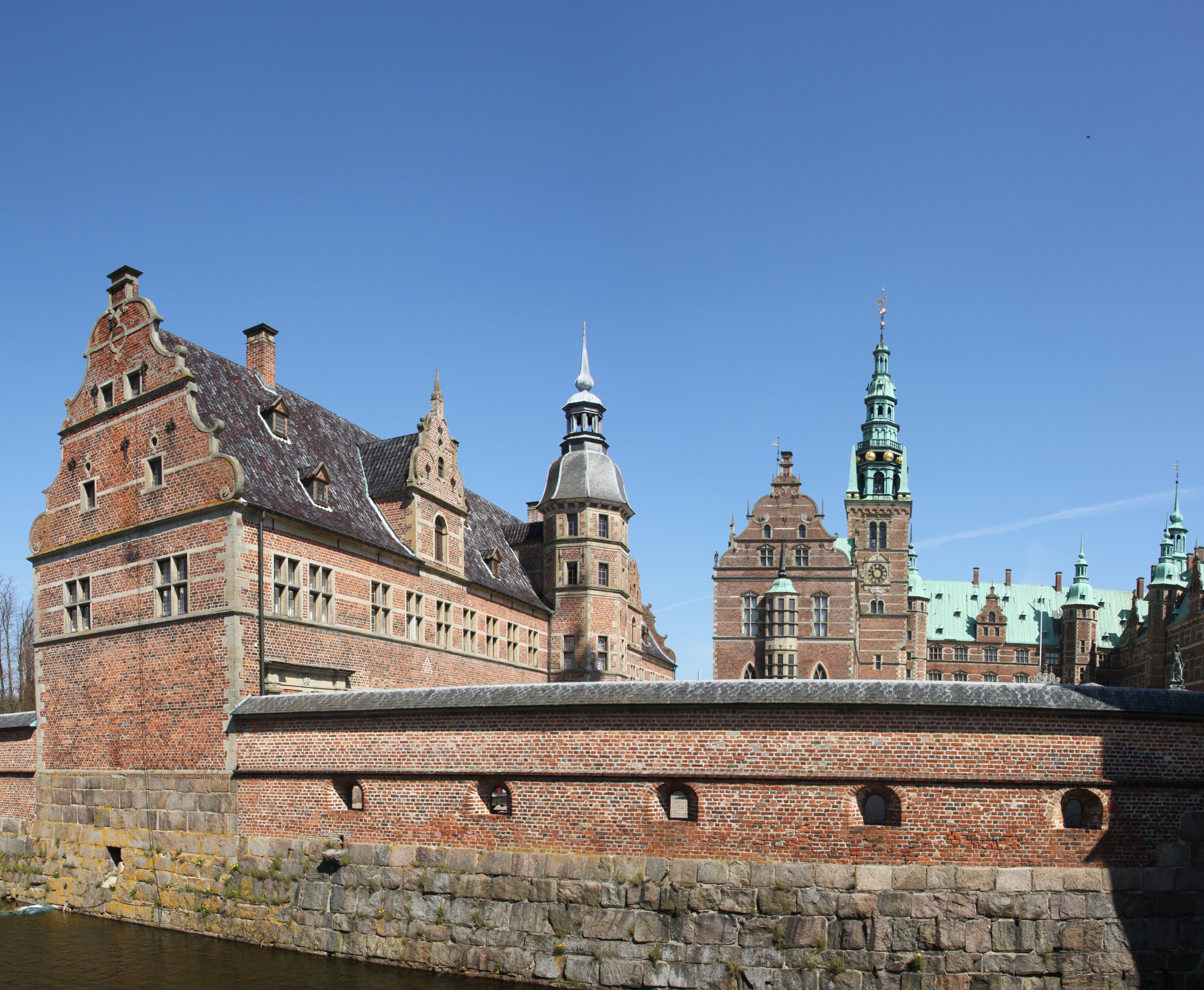
Vue sur plusieurs pignons du château de Frederiksborg, au Danemark.
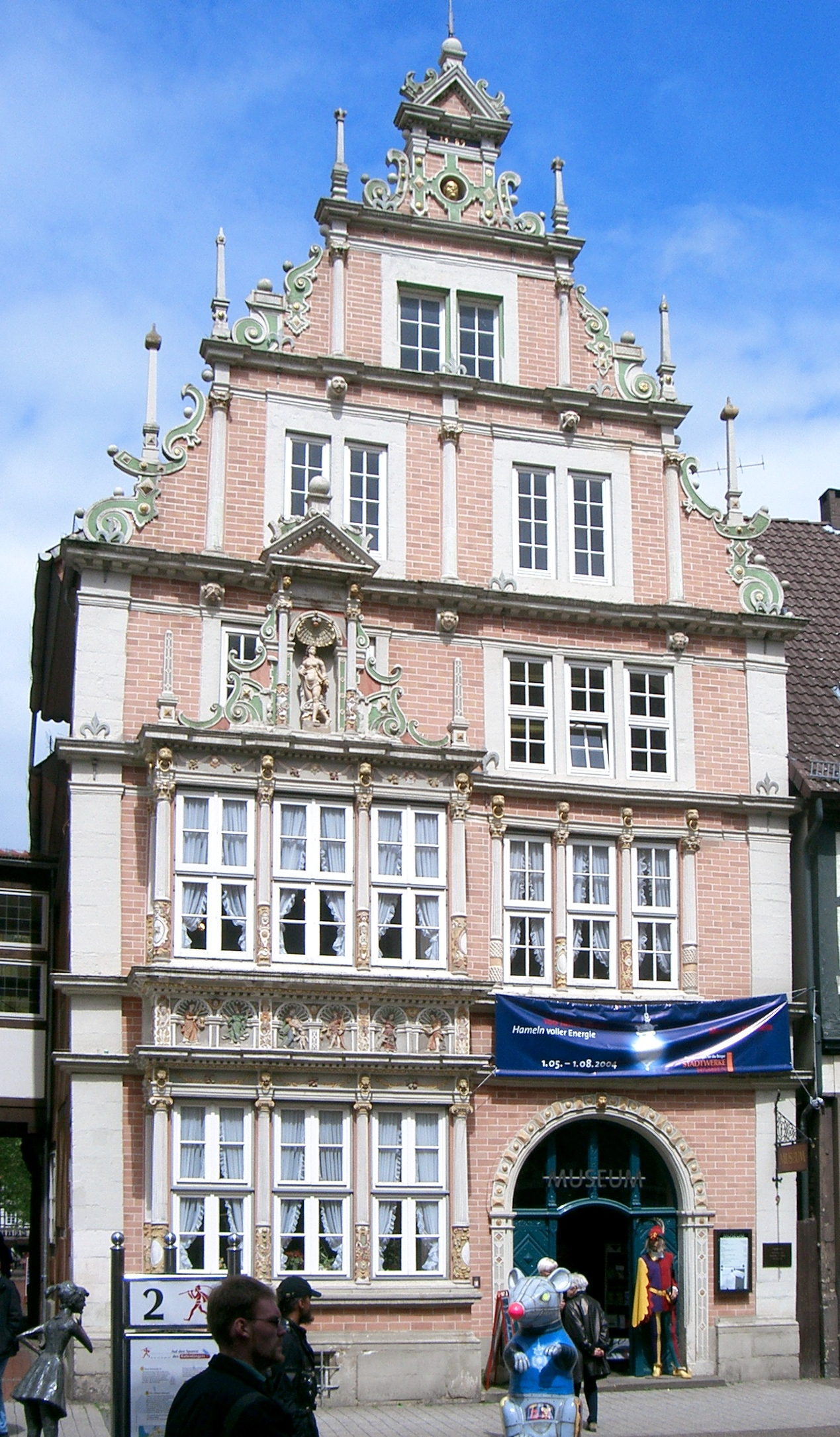
Une maison à Hamelin, Allemagne, typique de la Renaissance de la Weser.
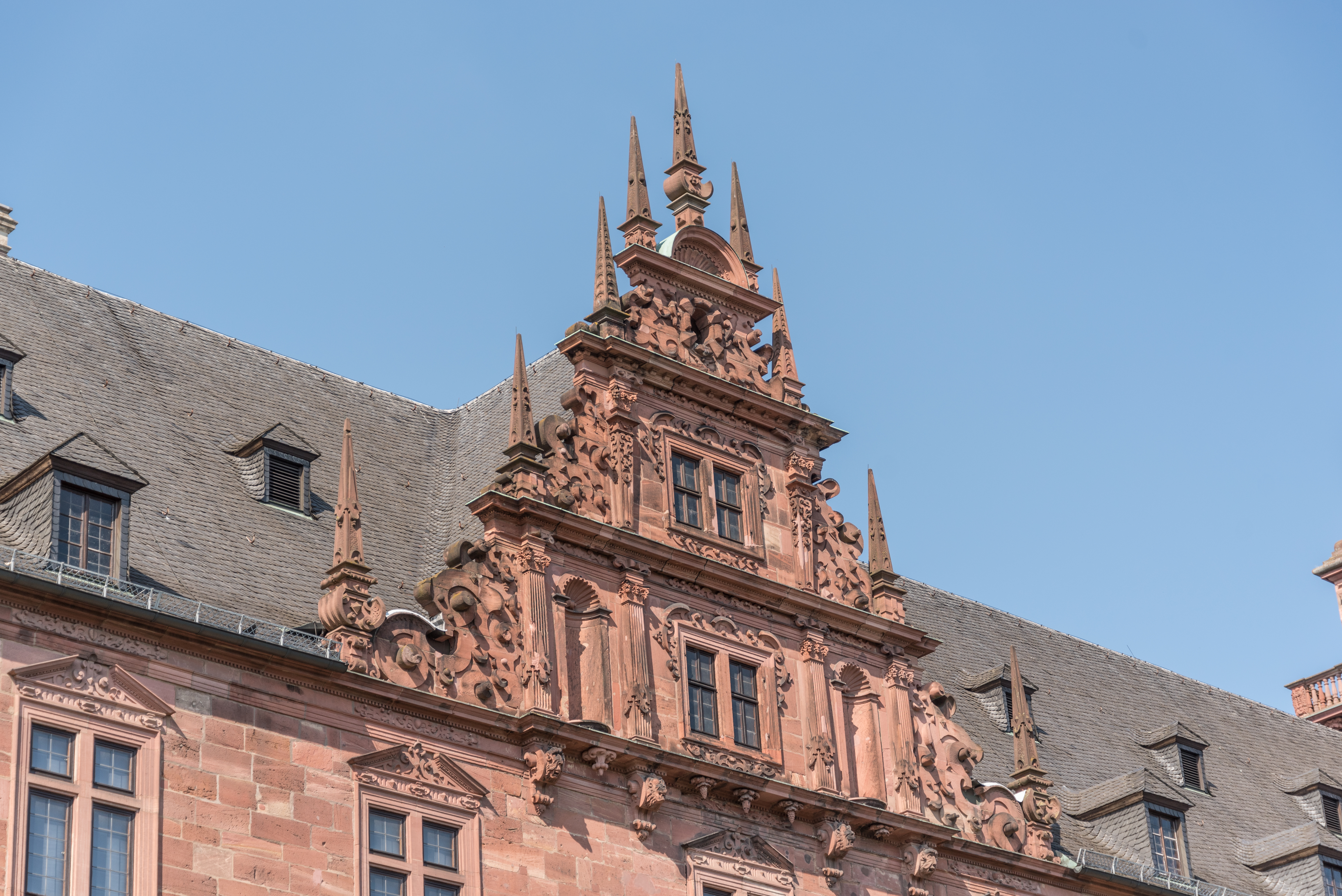
Pignon caractéristique de la Renaissance tardive allemande du château de Johannisburg.
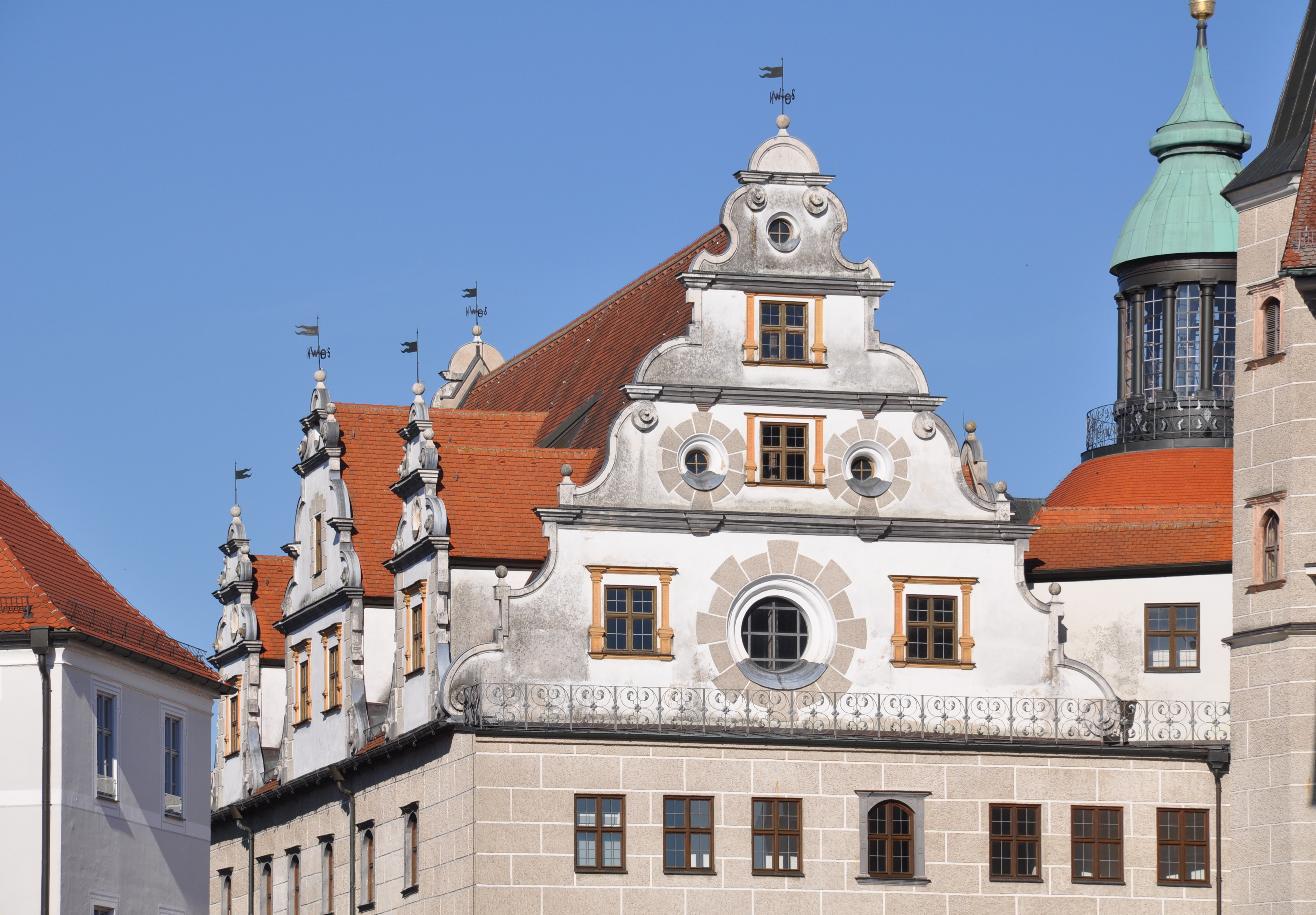
Un château allemand de style Renaissance en Bavière, Neubourg-sur-le-Danube.
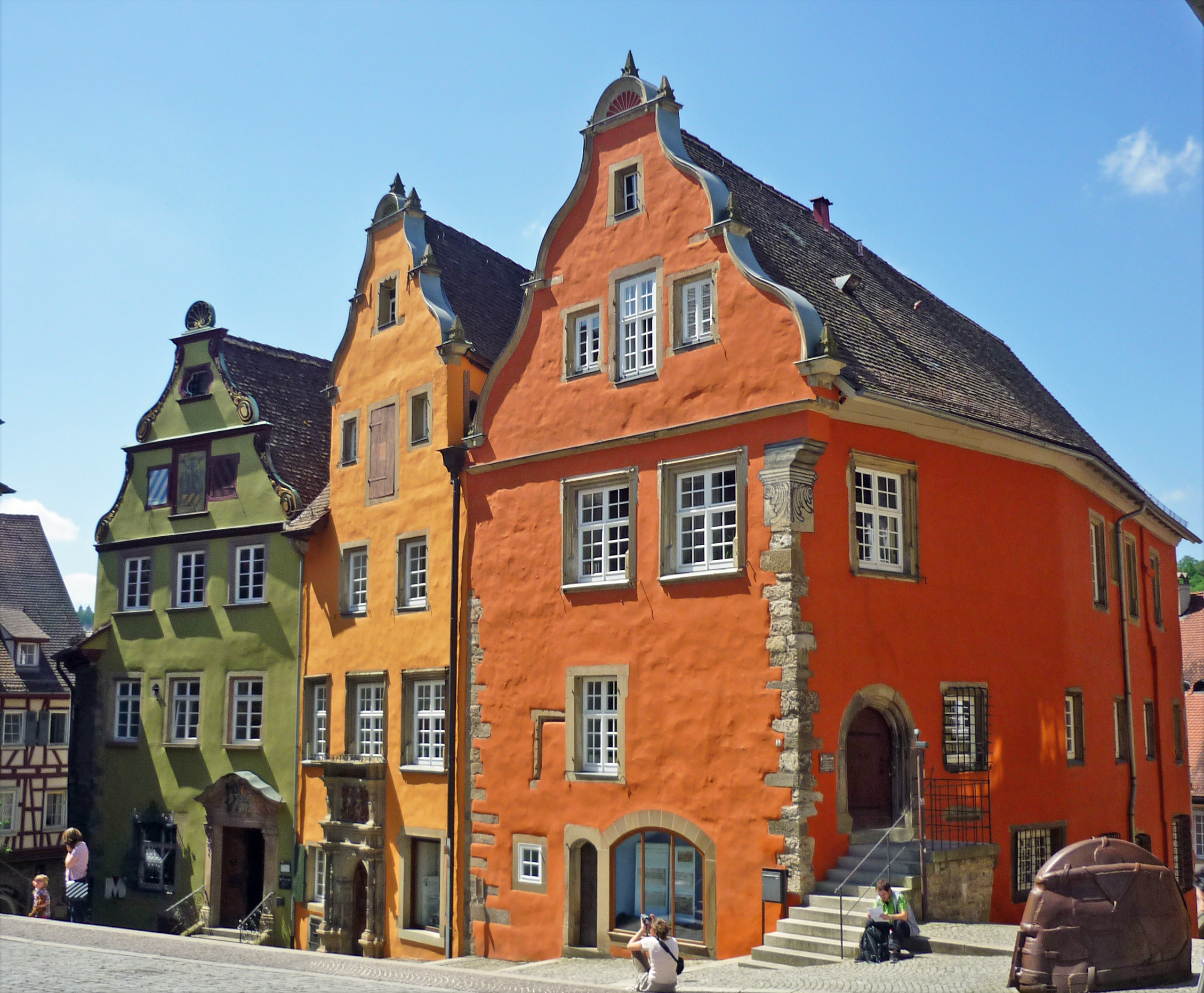
Maisons Renaissance à Schwäbisch Hall, Allemagne.
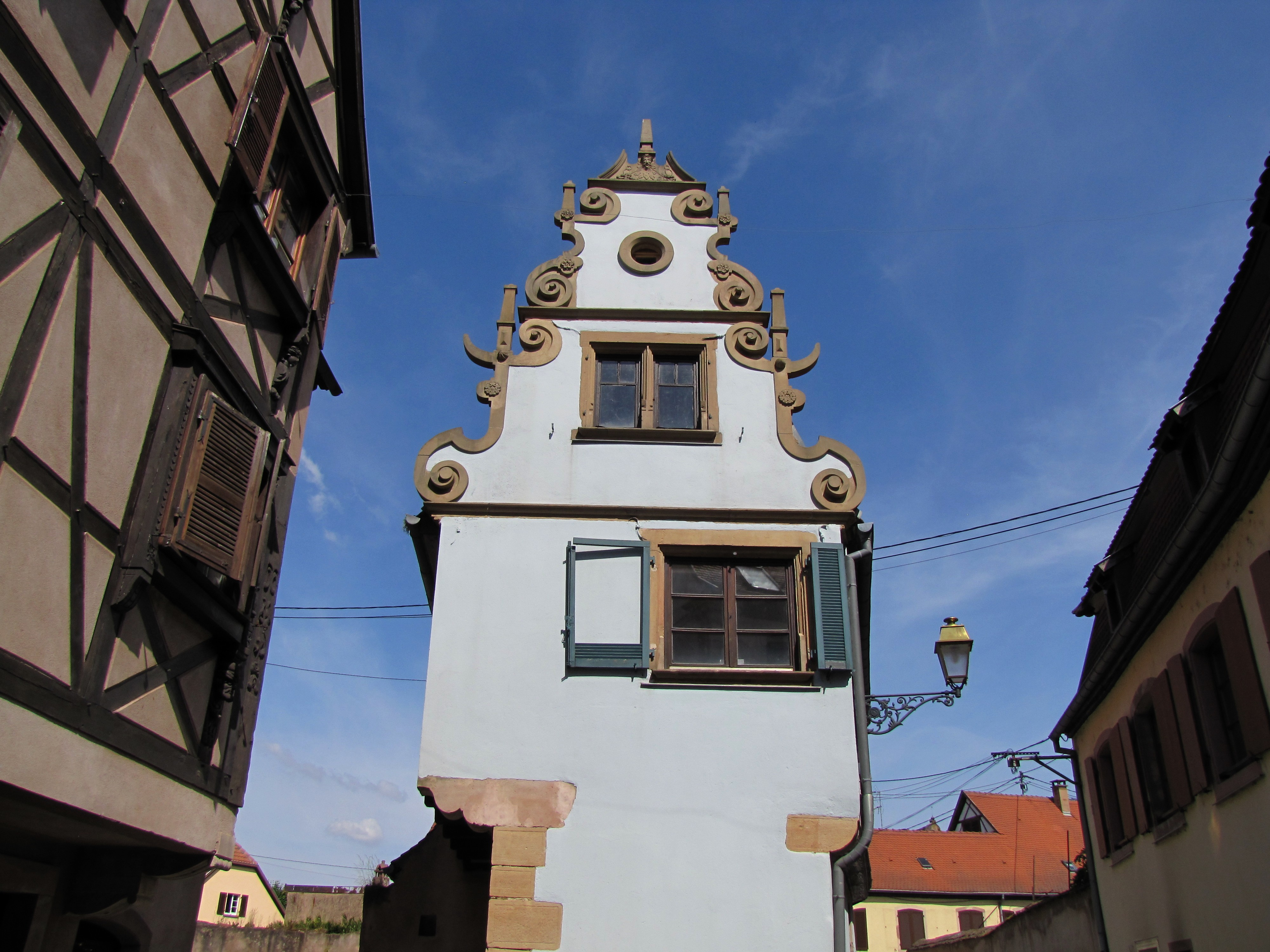
L'un des pignons à volutes Renaissance de Molsheim, Alsace, France.
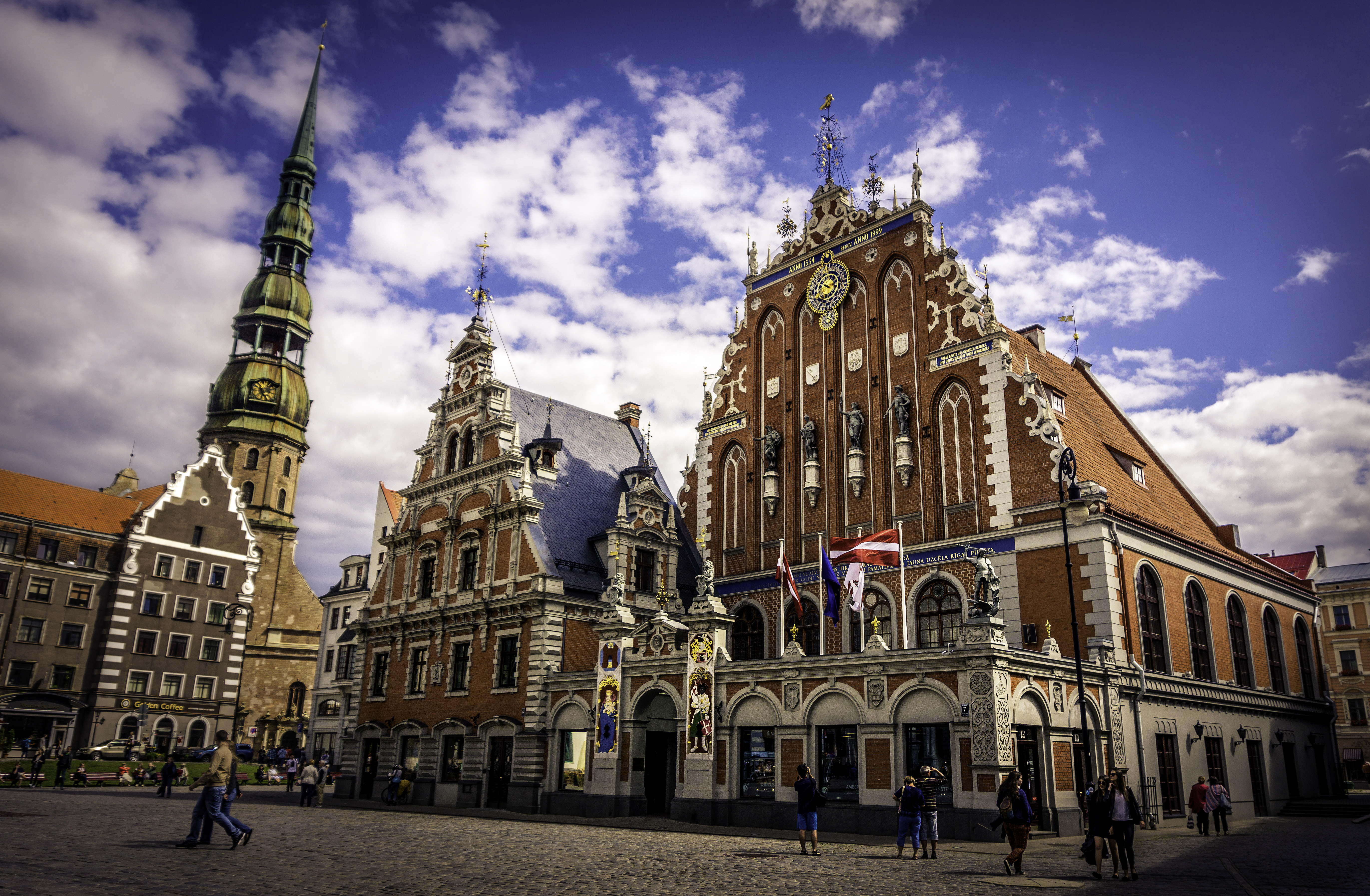
Les maisons du vieux centre de Riga, Lettonie.
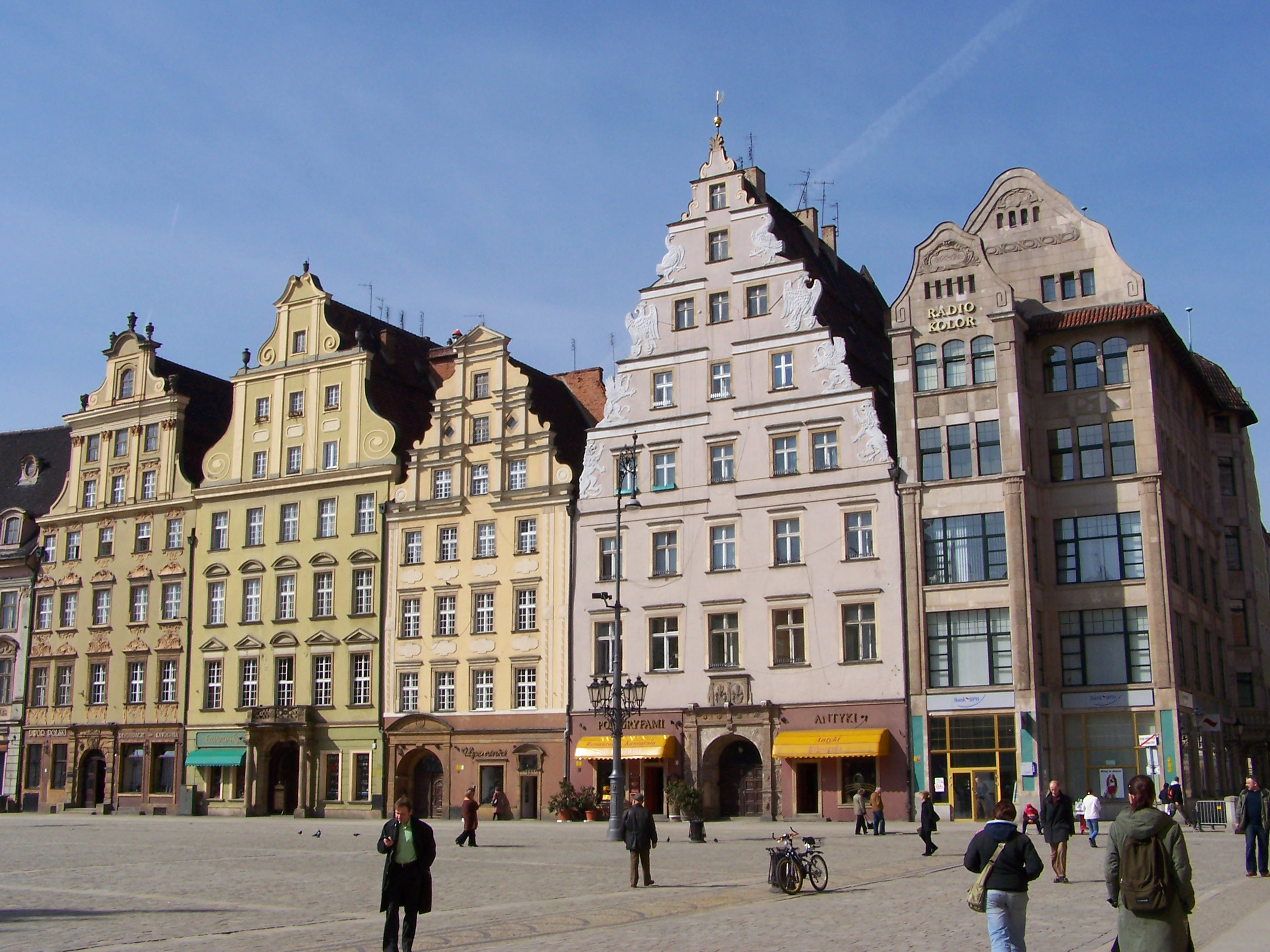
Maisons sur la place du Marché de Wroclaw, Pologne, reconstruites après la Seconde Guerre mondiale.
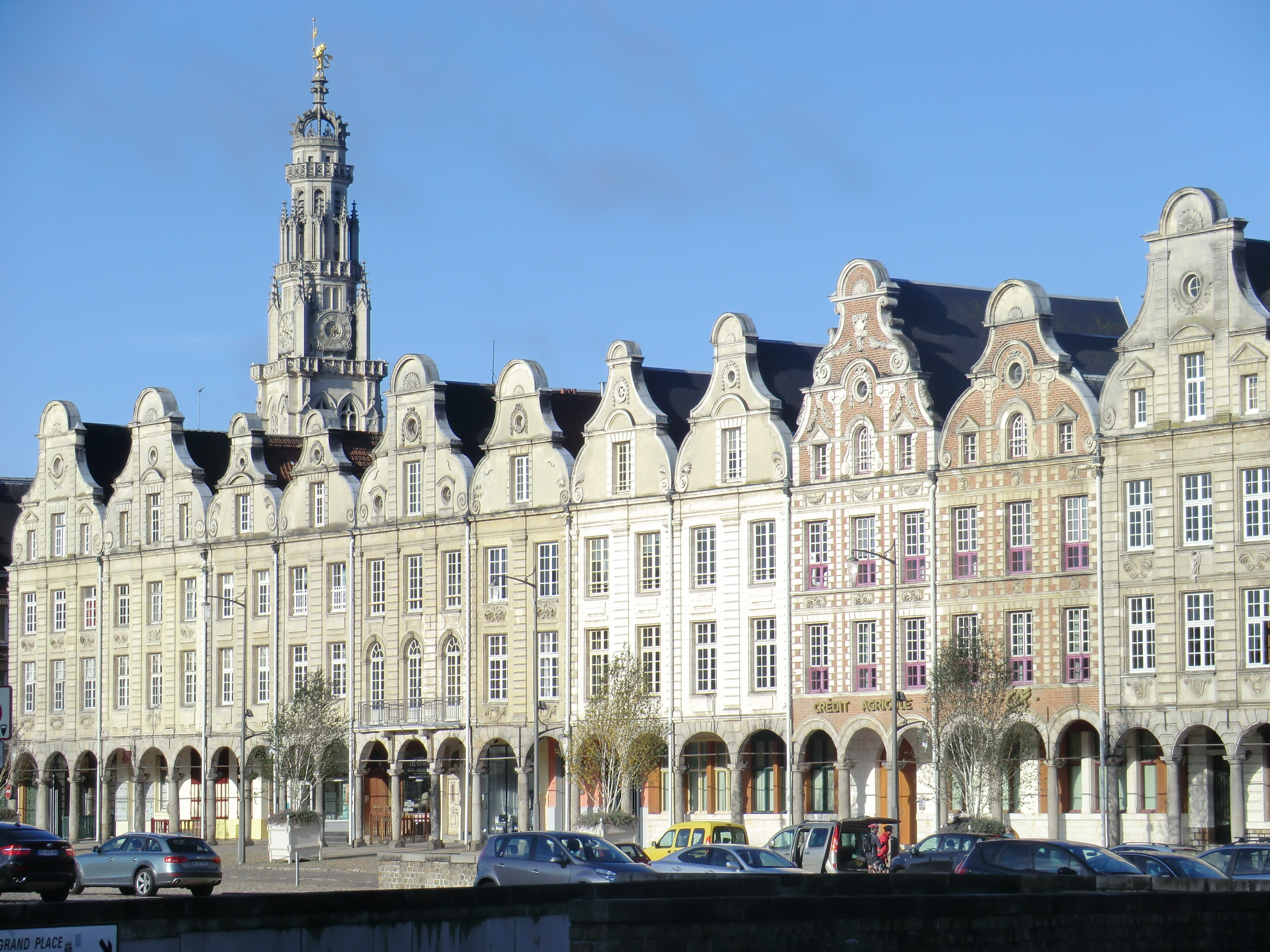
Maisons de la Grand-Place d'Arras, intégrant une influence flamande dans l’architecture classique à la française.
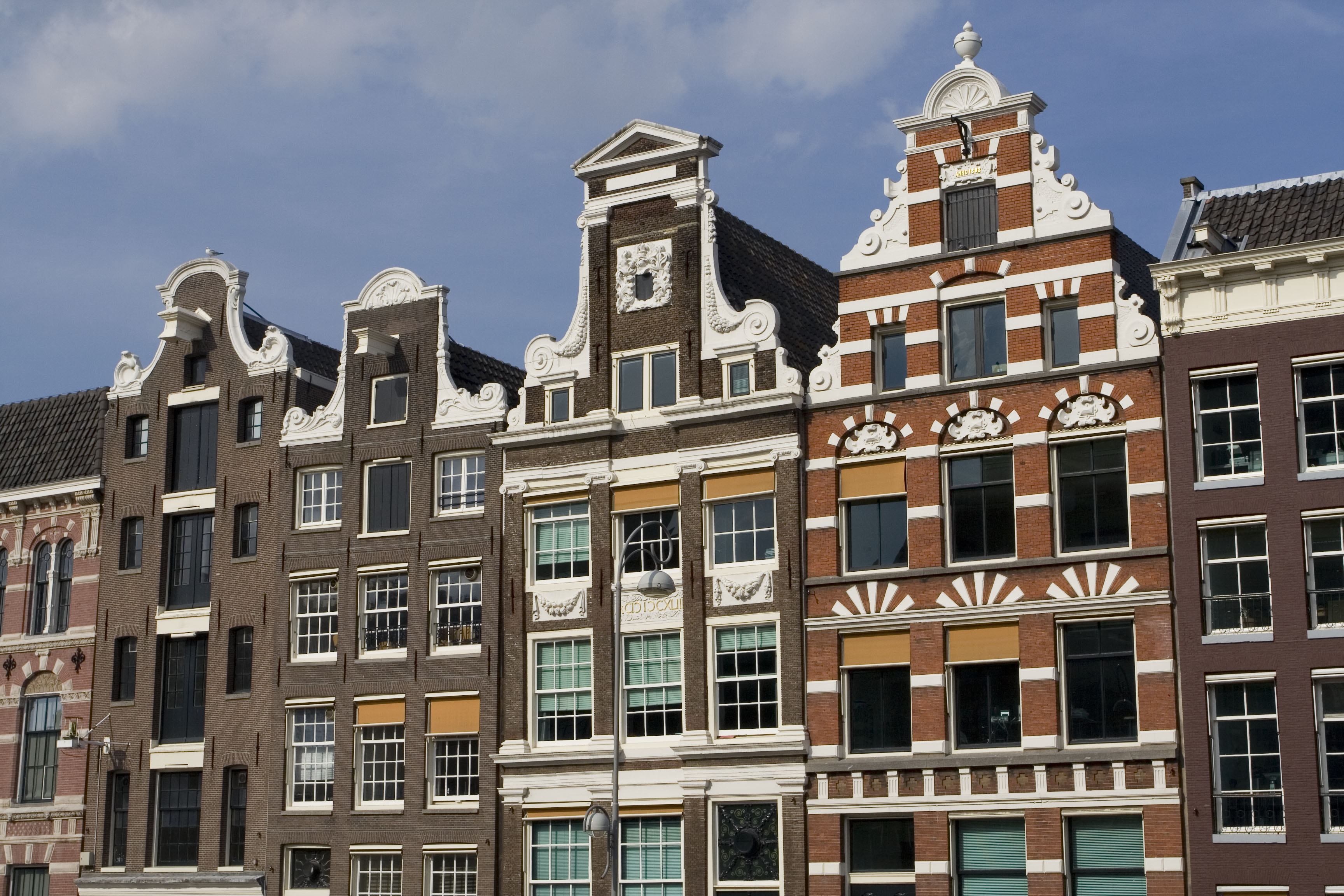
Pignons divers typiques d'Amsterdam, Pays-Bas.
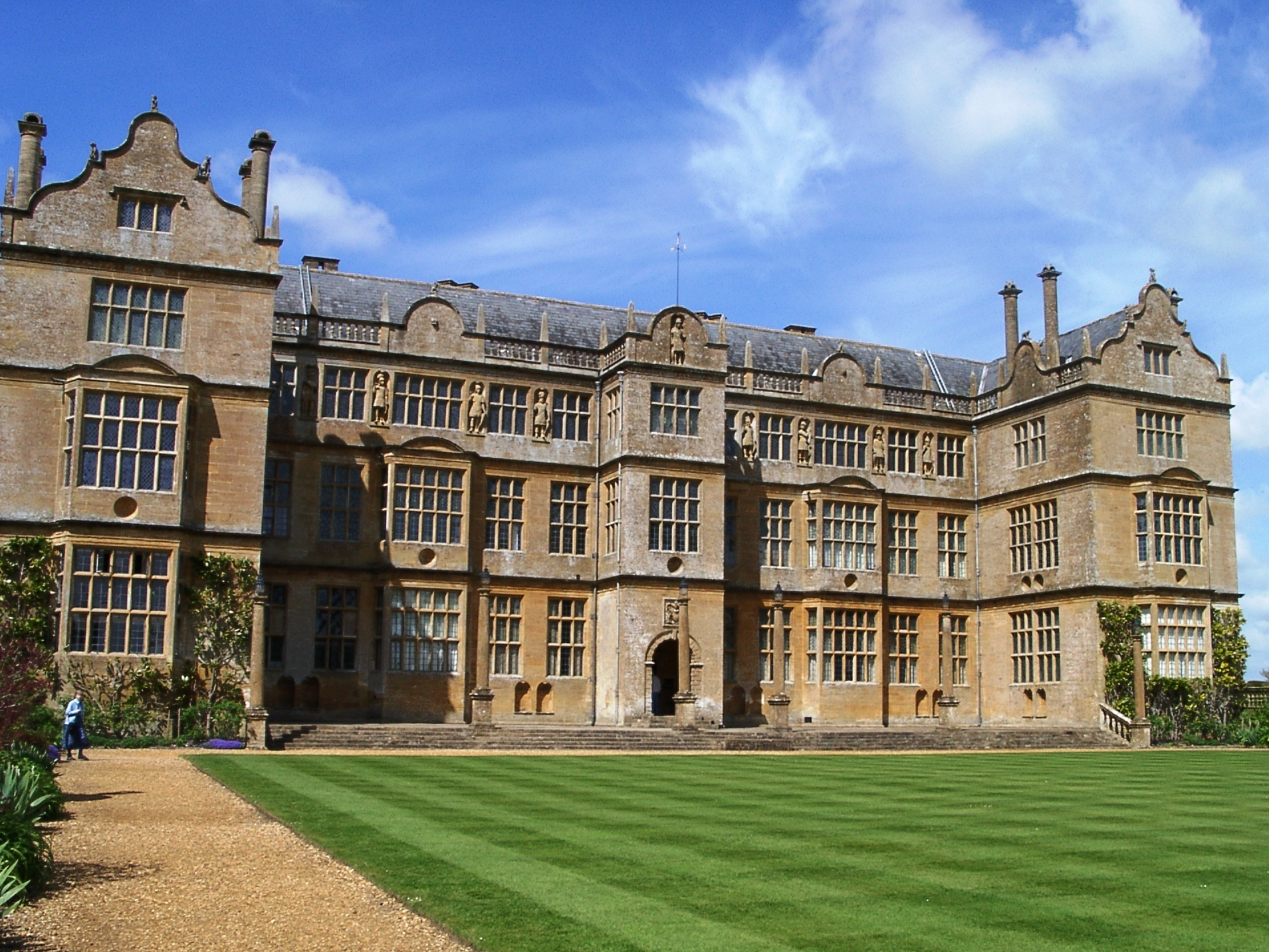
Il en existe aussi en Angleterre dans l'architecture élisabéthaine.